# Gabriella Vargová
Gabriella Vargová (* 7. dubna 1982 Budapešť, Maďarsko) je bývalá maďarská sportovní šermířka, která se specializovala na šerm fleretem. Maďarsko reprezentovala v prvním a druhém desetiletí jednadvacátého století. Na olympijských hrách startovala v roce 2004 a 2008 v soutěži jednotlivkyň a družstev. V soutěži jednotlivkyň se na olympijských hrách 2004 probojovala do čtvrtfinále. V roce 2003 získala titul mistryně Evropy v soutěži jednotlivkyň. S maďarským družstvem fleretistek vybojovala v roce 2007 titul mistryň Evropy.